# Aérodrome de Shishmaref
L'aéroport de Shishmaref, en anglais Shishmaref Airport, (code IATA : SHH • code OACI : PASH) est un petit aéroport local des États-Unis situé sur l'île Sarichef et desservant le village tout proche de Shishmaref, en Alaska. Il est composé d'une unique piste asphaltée et ne possède pas d'aérogare.
Son existence est menacée par la forte érosion du littoral de l'île.